# RMS Queen Elizabeth
«Куин Элизабет» (англ. «RMS Queen Elizabeth») — океанский лайнер, построенный для судоходной компании Cunard Line. Среди прочего возил также и почту, за что получил индекс RMS (англ. Royal Mail Ship). Корабль был назван в честь Королевы Елизаветы. В период с 1940 по 1972 год судно являлось крупнейшим пассажирским лайнером в мире.

## История судна

### Постройка

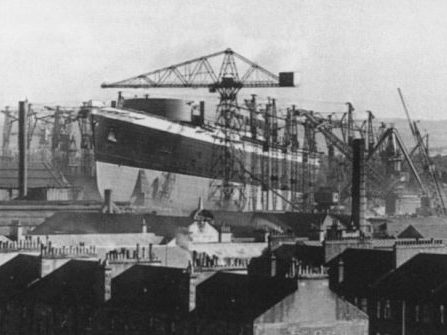
«Куин Элизабет» во время постройки

В мае 1936 года, после того, как другой лайнер компании «Кунард Лайн», «Куин Мэри», отправился в свой первый рейс, было объявлено о начале разработки следующего корабля под названием «Куин Элизабет».
Лайнер был заложен в декабре 1936 года на верфи «John Brown and Company» в городе Клайдбанк (англ. Clydebank), Шотландия. Новый корабль отличался от «Куин Мэри» улучшенным дизайном. Кроме того, на «Куин Элизабет» было установлено двенадцать паровых котлов вместо двадцати четырёх, как на «Куин Мэри», что позволило убрать одну дымовую трубу. Это позволило существенно увеличить размер палубы, а также грузо- и пассажировместимость.
Спуск корабля на воду состоялся 27 сентября 1938 года в присутствии супруги короля Великобритании Георга VI, королевы-консорта Елизаветы.
В то время как «Куин Элизабет» находилась в достроечном доке, были изданы специальные лицензии о пригодности корабля для плавания. 29 декабря были проведены испытания двигателей.
Через какое-то время было принято решение отправить корабль в Саутгемптон и завершить достройку там. Это было сделано для того, чтобы не позволить немецким шпионам вести за судном наблюдение.
Другой немаловажной причиной явилась необходимость достройки линкора «Duke of York», что тогда могло быть осуществлено только на верфи Джона Брауна.
Корабль был перекрашен в серый цвет и укомплектован минимумом экипажа. В марте 1940 года «Куин Элизабет» покинула Клайдбанк.
Во время плавания капитану корабля были даны указания изменить курс и направиться в Нью-Йорк.
В тот же день, в расчётное время прибытия судна в Саутгемптон, город подвергся бомбардировке Люфтваффе.
Через шесть дней корабль пересёк Атлантику и прибыл в Нью-Йорк, где был пришвартован рядом с RMS Queen Mary и «SS Normandie». Таким образом, в одном месте одновременно оказались три самых больших лайнера в мире.

### Участие во Второй мировой войне
«Куин Элизабет» покинула нью-йоркский порт 13 ноября и направилась в Сингапур для перевозки войск. По прибытии на корабле были установлены зенитные орудия, а также перекрасили корпус в чёрный цвет, оставив серым цвет только надпалубных сооружений.
11 февраля «Куин Элизабет» покинула сингапурский порт и приступила к перевозке австралийских войск в Азию и Африку. После 1942 года судно было передислоцировано в Северную Атлантику для перевозки американских войск в Европу.
Другой лайнер компании Cunard Line, «Куин Мэри», также использовался как военный транспорт. Благодаря своей высокой скорости «Куин Мэри» и «Куин Элизабет» могли совершать рейсы без конвоя.
За время своей службы судно перевезло более 750 000 военнослужащих.

### Послевоенная карьера

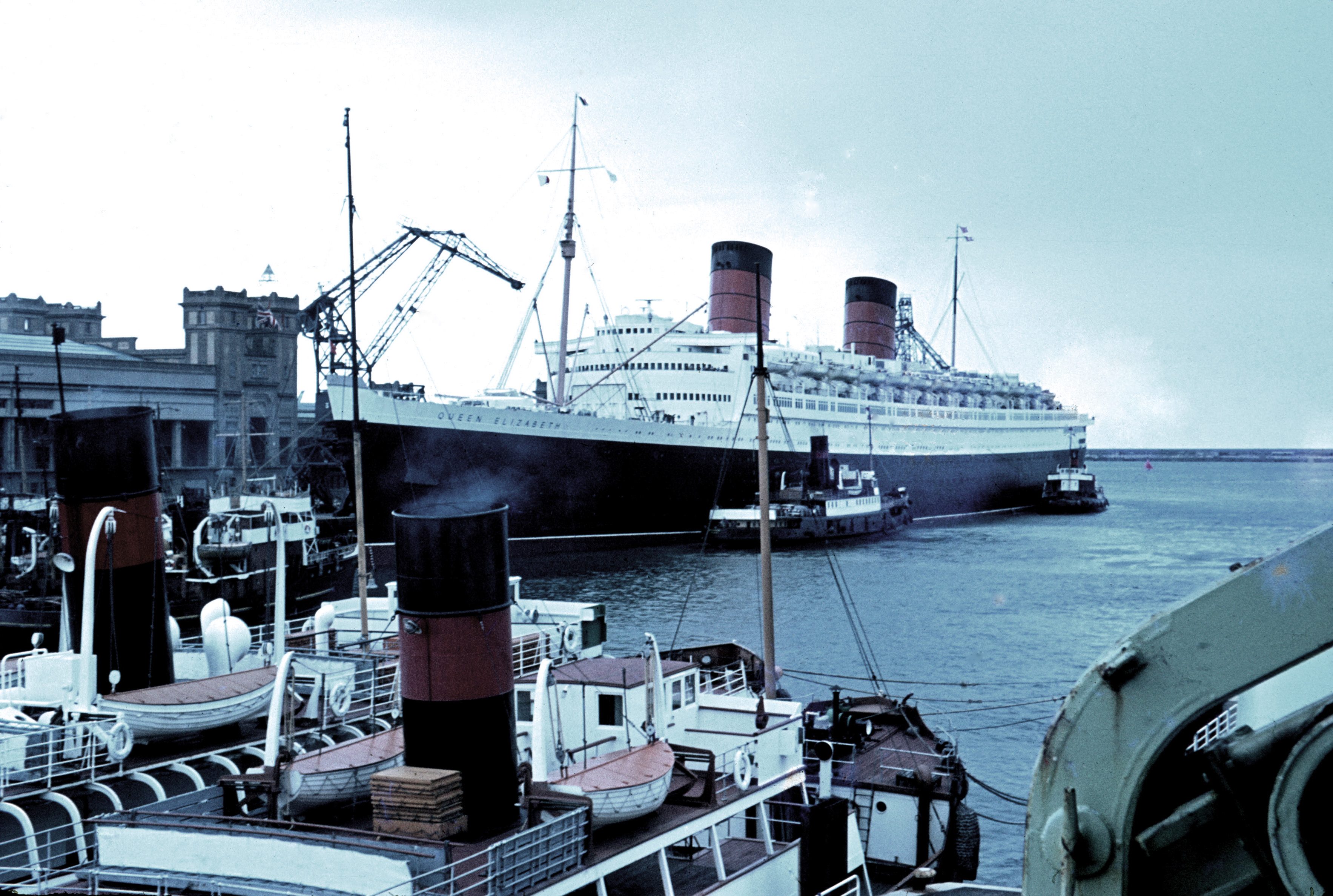
«Куин Элизабет» в Шербуре, 1966 год

После окончания Второй мировой войны «Куин Элизабет» была освобождена от воинской службы. В Гриноке, Шотландия, судно было переоборудовано обратно в пассажирский лайнер.
Последние ходовые испытания «Куин Элизабет» были проведены во время путешествия на остров Арран. Во время круиза на борту корабля находилась Королева Елизавета со своими дочерьми Елизаветой и Маргарет. Испытания проходили под руководством сэра Перси Бэйтса (англ. Sir Percy Bates), который следил за тем, чтобы скорость лайнера не превысила 30 узлов (55,5 км/ч). Это делалось для того, чтобы «Куин Элизабет» не побила скоростной рекорд «Куин Мэри».
После ходовых испытании лайнер был направлен в Нью-Йорк.
Несмотря на схожие технические характеристики, «Куин Элизабет», в отличие от «Куин Мэри», никогда не присуждался приз «Голубая лента Атлантики», который вручался океанским лайнерам за самое быстрое пересечение Северной Атлантики.
14 апреля 1947 года «Куин Элизабет» села на мель возле Саутгемптона. На следующий день корабль был снят с неё.
Вместе с «Куин Мэри», «Куин Элизабет» являлась лидером в области пассажирских перевозок, но после появления в конце 50-х реактивных самолётов судно стало нерентабельным. Какое-то время корабль курсировал между Нассау и Нью-Йорком. Были проведены работы по установке бассейна на открытом воздухе и улучшению кондиционирования. Предпринятая попытка спасти положение не увенчалась успехом: у «Куин Элизабет» был большой расход топлива, низкая осадка, из-за которой нельзя было заходить в порты, находящиеся на островах, и большая ширина, которая делала невозможным проход лайнера через Панамский канал.
Всё это послужило причиной того, что 1968 году «Куин Элизабет» была выведена из состава флота. В 1969 году «Куин Элизабет» была заменена новым, более экономичным лайнером «Куин Элизабет 2».

### Последние годы

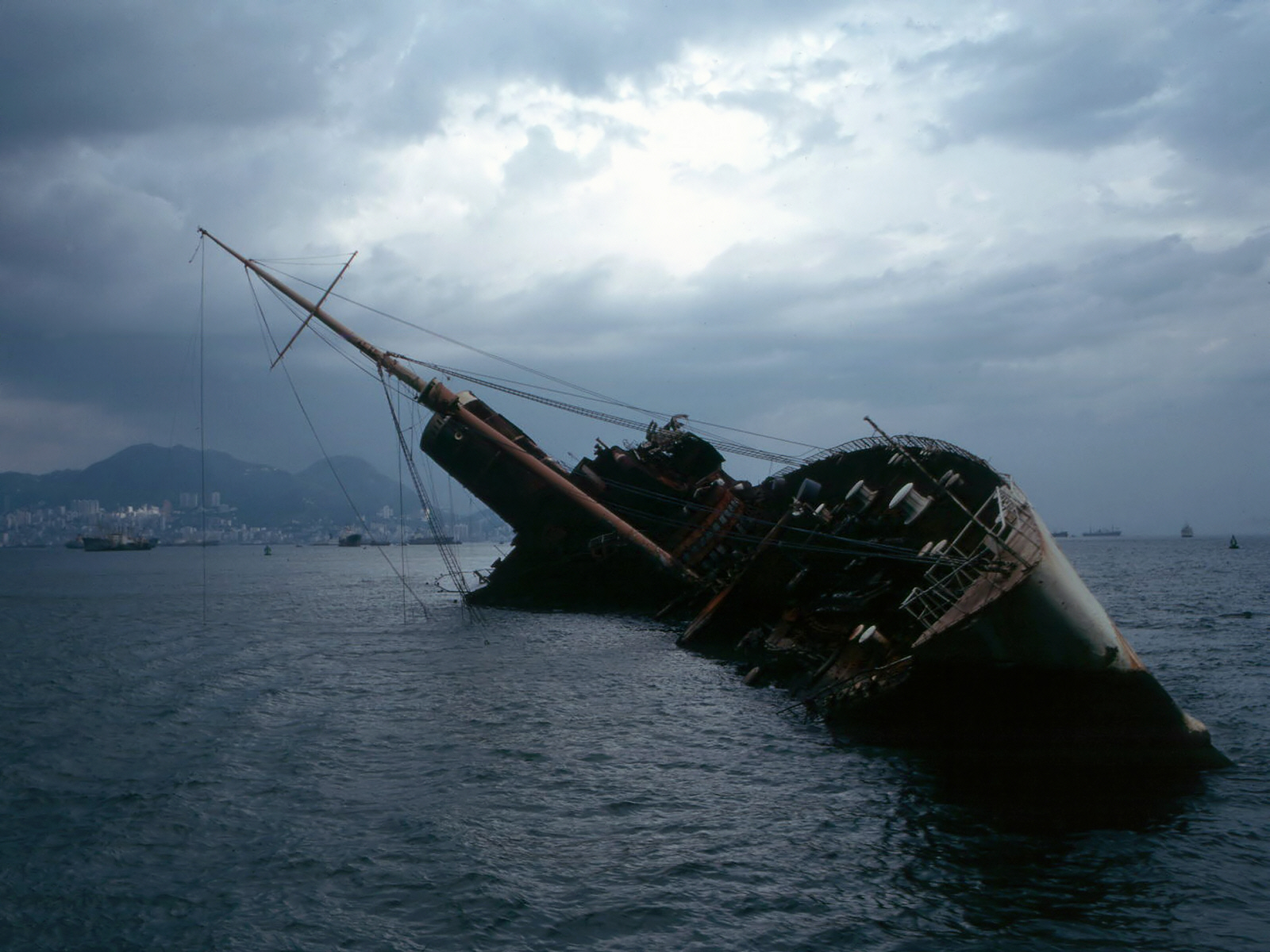
«Куин Элизабет» в 1972 году.

В 1968 году «Куин Элизабет» была продана группе бизнесменов из Филадельфии, которые планировали переоборудовать корабль в плавучий отель и по совместительству туристический центр во Флориде, но в 1970 году из-за финансовых затруднений «Куин Элизабет» была продана гонконгскому магнату. Тот решил превратить лайнер в морской университет для проведения обучающей программы «Семестр в море» (англ. Semester at Sea, SAS).
Через некоторое время корабль был переименован в «Seawise University» и покрашен в белый цвет.
9 января 1972 года на лайнере случился большой пожар, в результате которого он опрокинулся и затонул в бухте Виктории (англ. Victoria Harbour) в Гонконге. В период с 1974 по 1975 год большая часть корабля была разобрана на металлолом. Тем не менее, киль лайнера и паровые турбины до сих пор покоятся на дне бухты. На местных морских картах место крушения «Куин Элизабет» помечено как опасное для постановки кораблей на якорь.
После крушения «Куин Элизабет» самым большим пассажирским судном стал лайнер «SS France».

## Интересные факты
Лайнер «сыграл» самого себя в фильме «Рёв мыши» в сцене стычки с лучниками Великого Фэнвика.
В 1974 году на затонувшем лайнере проходили съёмки девятого фильма о Джеймсе Бонде — «Человек с золотым пистолетом». По сюжету, на «Куин Элизабет» располагалась секретная штаб-квартира МИ-6.